# Atelopus cruciger
Atelopus cruciger, conocido como sapito rayado del centro, rana arlequín de Rancho Grande, sapo arlequín de Rancho Grande,  es un anfibio endémico de Venezuela. El sapito rayado se encuentra en la categoría de Peligro Crítico (CR) tanto por la  Lista Roja de Especies Amenazadas de la Unión Internacional para la Conservación de la Naturaleza (UICN) como por El Libro Rojo de la Fauna Venezolana.

## Características
El sapito rayado como su nombre lo indica tiene líneas y manchas marrones o negras que sobresalen de la coloración amarilla de su espaldar. Cada adulto es único, ya que sus manchas sobre la cabeza y su cuerpo dorsal varían, lo que permite que este animalito sea característico del otro, haciéndolo exclusivo.
Por lo general, el vientre es amarillo; las palmas y planta de los pies del mismo color o  naranja, los que poseen estas tonalidades principalmente son los machos reproductores activos. Los machos miden de 2,2 a 3,5 centímetros, mientras que la hembra podría alcanzar los 5 centímetros.

## Alimentación
Los sapitos son de hábitos diurnos, se alimentan de insectos como hormigas y coleópteros; gracias a su alimentación son colaboradores de un equilibrio en el ciclo ambiental.

## Reproducción
Su máxima actividad reproductiva ocurre durante la sequía cuando los cauces de los ríos disminuyen. Los machos han alcanzado su madurez sexual porque se puede observar una almohadilla oscura ubicada en la parte superior de la base de los dedos pulgares. Las hembras, colocan sus huevos en hileras sobre rocas ubicadas en los cauces.

## Distribución
El sapito es una especie endémica de Venezuela. Se encuentra entre los 30 y 2.200 m sobre el nivel del mar. Los podemos ubicar en la costa central del Estado Aragua, Carabobo, Miranda, Sucre, Yaracuy y Cojedes. En la actualidad habitan en escenarios donde se encuentran protegidos por Parques Nacionales tal es el caso del Parque Nacional Henri Pittier, más conocido como Rancho Grande. Otros terrenos arbolados que entran en la lista son Guatopo, San Esteban, Macarao y Waraira Repano.

## Amenazas
La población del sapito rayado colapsó por una enfermedad llamada quireidiomicosis cutánea, la cual es producida por el hongo Batrachochytrium dendrobatidis (Bd) y consiste en debilitar la piel del anfibio. En 1986 se detectó dicho hongo en los dos últimos ejemplares silvestres recolectados.
Hoy día el 10% de la población del sapito adulto se ve afectada por dicha infección. Otra causa de amenaza es la alteración o degradación ambiental debido a la agricultura. Adicional a esto se le suman los asentamientos humanos, el turismo, incendios, contaminación y cambio climático.

## Historia
El sapito rayado es endémico de Venezuela y entra en la categoría de Peligro de Extinción en 1996 bajo  decreto N° 1486, el 11 de septiembre de 1996 durante el gobierno de Rafael Caldera ya que en el año 1980 esta especie era uno de los anfibios más abundantes de los bosques montanos.

## Conservación
El sapito rayado se encuentra distribuido en distintos parques nacionales como el Henri Pittier, Guatopo, San Esteban, Macarao y Waraira Repano. Sin embargo, se redescubrió una población en el río Cata. Con este grupo de anfibios se inició un programa de seguimiento desde octubre de 2005 hasta el presente, del cual se ha obtenido resultado sobre parámetros demográficos, epidemiológicos, ecológicos y aspectos de su vida.

## Publicación original
- Lichtenstein & Martens, 1856: Nomenclator reptilium et amphibiorum Musei Zoologici Berolinensis. Namenverzeichniss der in der zoologischen Sammlung der Königlichen Universität zu Berlin aufgestellten Arten von Reptilien und Amphibien nach ihren Ordnungen, Familien und Gattungen. Königliche Akademie der Wissenschaften, Berlin, p. 1-48